# ヴィオラ・アムヘルト
ヴィオラ・アムヘルト（独: Viola Amherd、1962年6月7日 - ）は、スイスの政治家、元弁護士。中央党（旧スイスキリスト教民主党）所属。2005年から2018年まではヴァレー州選挙区の国民議会議員を務めた。国防・国民保護・スポーツ担当参事（国防・国民保護・スポーツ相）、2023年度の連邦副大統領を務めており、2024年度は連邦大統領を務めた。

## 来歴
1962年に2人姉妹の長女として誕生。フリブール大学で法学を学び、1987年に弁護士の資格と1990年に公証人の資格を取得した。1991年から2018年までは法律事務所を経営の傍、連邦人事控訴委員会（現・連邦裁判所）の非常勤判事として勤務。1992年から3年間はブリーク市議会議員、2000年から12年に渡って、ブリーク市長を務めた。2005年5月から2018年12月まで、ヴァレー州代表の国民議会議員に選出された。2005年から数年間はBLSの取締役会メンバーを務めている。
2018年10月4日には連邦参事会のメンバーであったドリス・ロイトハルトの退任に伴い、アムヘルトは連邦参事会選挙に立候補し、同年12月5日の選挙当日、244票中148票で連邦議会によって、カリン・ケラー＝ズッターと共に連邦参事会メンバーに選出された。ヴァレー州代表としては初の女性参事であった。
2019年10月22日に行われた即位礼正殿の儀ではスイス代表として来日し、参列した。2022年にはロシアのウクライナ侵攻を受け、国際オリンピック委員会会長のトーマス・バッハに書簡を通じて、ロシア及びベラルーシ選手の大会出場停止を要請した。2022年12月7日に連邦議会での大統領選挙でアムヘルトが2023年度の連邦副大統領に選出され、2023年12月13日には2024年度の連邦大統領に選出された（204票中158票を獲得）。2025年3月末をもって連邦参事会メンバーを退任する予定で、3月12日に執行された選挙で後任にはマルティン・フィスターが選出された。

## 人物
国内の利益を優先しているため、主に保守派から支持を得ている。独身で妹と2人暮らしをしながら、シングルマザーであった妹の育児を支援してきた。